# Јаник Боколо
Јаник Боколо (фр. Yannick Bokolo; Киншаса, 19. јун 1985) је бивши француски кошаркаш. Играо је на позицији бека.

## Биографија
Боколо је током играчке каријере наступао за Ле Ман, Гравлен и По Ортез.
Са сениорском репрезентације Француске је играо на Светским првенствима 2006. и 2010, на Европском првенству 2009. и на Олимпијским играма 2012. године.

## Успеси

### Клупски
- Ле Ман :
  - Првенство Француске (1): 2005/06.
  - Куп Француске (1): 2009.
  - Куп "Недеља асова" (1): 2006.

- Гравлен :
  - Куп "Недеља асова" (2): 2011, 2013.